# 邢懋敬
邢懋敬（1553年—？），字一卿，號蘭室，湖廣黃州府蘄州黃梅縣人，軍籍，明朝政治人物。同進士出身。

## 生平
萬曆四年（1576年）丙子科湖廣鄉試第五十三名舉人，十四年（1586年）中式丙戌科會試第三百十九名，三甲第一百五十九名進士。吏部觀政，十月授四川南部縣知縣，十五年十二月調繁華陽縣，二十年三月補常熟縣知縣，二十二年改常州府儒學教授，二十五年升國子監助教，二十六年养病。

## 家族
曾祖邢纓，雲南按察司副使；祖父邢寰，南昌府知府；父邢奎，德州知州。母廖氏。嚴侍下。兄邢懋祖（監生）、邢懋宗（庠生），弟邢懋功（廩生）、邢懋忠、邢懋順（萬曆二十三年進士，刑部員外郎）、邢懋學（萬曆十三年舉人）、邢懋才（廩生）、邢懋修（庠生）、邢懋顒（廩生）、邢懋政。